# Bill Tilman
Harold William Tilman, detto Bill (Wallasey, 14 febbraio 1898 – disperso nell'Oceano Atlantico, 1977), è stato un alpinista ed esploratore britannico.

## Biografia
Nato da una benestante famiglia di mercanti, può senza difficoltà essere definito l'ultimo vero esploratore ed eroe romantico nel senso più ottocentesco del termine. Ancor prima di compiere 18 anni fece carte false per partecipare alla prima guerra mondiale, riuscì ad arruolarsi nella Royal Artillery e fu mandato a combattere sulla Somme. Sopravvisse oltre due anni in una zona dove la speranza di vita media non superava i dieci giorni, guadagnando due Military Cross per coraggio in azione.
Dopo la guerra cercò il romanticismo in Africa e divenne piantatore di caffè, ma senza molto entusiasmo, e presto l'unica ragione per restare nelle colonie africane di Sua Maestà Britannica divennero le montagne. Insieme ad Eric Shipton, con il quale formerà una delle più famose coppie d'alpinisti nella storia di questo sport, scalarono il Monte Kenya, nel 1929, il Kilimangiaro e il Ruwenzori. Alla fine della sua esperienza nel continente nero, non particolarmente felice di tornare a casa in aereo o in nave, pensò bene che sarebbe stato più interessante attraversare il continente in bicicletta e imbarcarsi sulla costa occidentale.
Negli anni trenta la coppia Shipton-Tilman divenne presto la punta di diamante nelle esplorazioni coordinate dalle Società Reali inglesi. Nel 1934 la coppia scoprì la via d'accesso al Nanda Devi, 7434 metri, che Tilman conquistò senza ossigeno insieme a Neal Odell nel 1936. La spedizione fu costruita sul modello amundseniano di esplorazione, ovvero favorendo rapidità e leggerezza, in netto contrasto dalle infinite colonne di portatori usate spesso ancora oggi.
Grazie alla meritata fama, Tilman fu incaricato di organizzare il primo serio tentativo di conquistare l'Everest dopo la sfortunata spedizione di George Mallory del 1924. Nel 1938 la spedizione giunse, senza l'aiuto dell'ossigeno, fino a circa 8150 metri.

## La seconda guerra mondiale
L'arrivo della seconda guerra mondiale impedì agli inglesi e a Tilman di organizzare quella che probabilmente sarebbe stata la conquista della montagna, dal momento che la spedizione del 1938 fornì le informazioni geografiche e climatiche necessarie per un attacco definitivo. Tilman si arruolò di nuovo volontario, combattendo come ufficiale di collegamento dietro alle linee nemiche in Albania, Jugoslavia e nel Veneto. Nel periodo 44'-45' fu attivo assieme ai partigiani della Divisione Nino Nannetti stanziati nell'area del Cansiglio - Alpago (Missione SIMIA); lo scopo era di valutare e organizzare i lanci degli approvvigionamenti degli alleati, le possibili vie di fuga sulle montagne per i prigionieri e la latitanza per i piloti alleati abbattuti.  Per un periodo fu nella Brigata Garibaldina Antonio Gramsci, a Feltre, meritando la cittadinanza onoraria di Belluno.
Il suo racconto della vita partigiana e degli eventi di quegli anni difficili è descritto con vivida trasparenza e con una buona dose di humour inglese.

## Gli ultimi anni
Negli anni immediatamente successivi alla guerra Tilman, resosi conto dei limiti fisici portati dall'età, smise di partecipare alle spedizioni d'alta quota per dedicarsi a lunghe campagne d'esplorazione negli angoli più remoti dell'Asia. Pakistan, Xinjihang, Kirghizistan, Tibet, Karakorum e Nepal furono il teatro di strenue marce e lunghi viaggi, frutto d'insaziabile curiosità.
I racconti degli anni dal Kenya all'Asia sono raccolti nel volume The Seven Mountain Exploration Books. Già dai primi volumi di questa raccolta risalta uno stile scorrevole ma notevolmente evoluto e ricco, che hanno fatto di Tilman uno dei più grandi scrittori di libri di viaggio del secolo. Le citazioni dalle sue righe potrebbero riempire un'interessante raccolta. Tra le altre citazioni:
«L'avversione per i sentieri battuti è prova di un intelletto indipendente, anche se tale indipendenza può a volte rivelarsi molto cara»,
«Viaggiare nella direzione sbagliata è probabilmente meglio che seguire le proprie orme».
Verso la fine degli anni cinquanta, in un periodo della vita in cui molti appendono i sogni e gli scarponi al chiodo, Tilman, quasi sessantenne, si rese conto che esistevano ancora molte montagne ancora vergini, anche se non eccessivamente alte, e terre inesplorate, solo che si concentravano in luoghi particolarmente inaccessibili: Patagonia, Antartide, Groenlandia, Pacifico meridionale. Ecco che un uomo mai stato in mare decide di acquistare una barca, particolarmente robusta, e partire, senza alcuno sponsor e aiuto di organizzazioni esterne, all'esplorazione di vette e terre che solo un certo Lord inglese, il quale definì il Sahara come "un suolo molto leggero" avrebbe potuto considerare semplicemente come "difficilmente accessibili".
Memorabile la sua prima spedizione, che si estese tra il 1958 e il 1959. Raccolse i partecipanti tramite un annuncio sul 'Times' che divenne in seguito un suo marchio di fabbrica "Cercasi marinai (uomini) per un lungo viaggio in mare. Nessuna paga, nessuna ambizione, non troppo comfort". L'avventuroso gruppo di sei "vittime" così raccolte si imbarcò sul 'Mischief', una barca-pilota in servizio al porto di Bristol dal 1906, partì dall'Inghilterra meridionale e giunse in Patagonia dopo aver fatto scalo alle Canarie e in Uruguay. Da Punta Arenas, dopo un breve scalo tecnico per riparare il motore, Tilman percorse lo stretto di Magellano e si introdusse nell'Estero Peel, il fiordo più lungo e meno conosciuto dei tanti che penetrano nel versante occidentale delle Ande.
Qui lasciò la barca all'equipaggio e insieme a due compagni compì la prima traversata nei due sensi della sterminata Calotta Glaciale Patagonica, ritornò alla barca e tornò in Inghilterra via Panama, dopo aver percorso complessivamente circa 20 000 miglia in mare. Da quel momento in poi Tilman organizzò una spedizione di simile calibro ogni 1-2 anni, portando Mischief e le sue diverse squadre di "vittime", più o meno entusiaste della naturale spartanità militare del loro capitano, in Antartide, intorno all'Africa, alle isole Kerguelen, alle Spitzbergen, in Groenlandia oltre sei volte, sull'isola di Baffin e in varie isole che tuttora oggi pochi conoscono. In Groenlandia perse 'Mischief', che sostituì prima con 'Sea Breeze' poi con 'Baroque', entrambe gemelle della prima.
Da notare che nessuna donna ha mai navigato sulla sua barca né incrociato i suoi sentieri, sia nel mondo che nella vita. Tra le sue massime favorite
«Sono certo che una donna potrebbe essere un ottimo membro di un equipaggio, ma io non verrò mai trascinato in un atto di follia. Perché se è dubbio il fatto che la discordia venga dell'opera di Dio, è fatto certo che sia distribuita dalle donne»

### Disperso
Nel 1977, a quasi 80 anni, fu invitato a capitanare una grossa barca per una spedizione in Antartide, accettò ma durante la seconda tappa della traversata, tra Rio de Janeiro e Stanley, capoluogo delle Isole Falkland, la nave scomparve il 1º novembre 1977, e non si ebbe più notizia di nessun membro dell'equipaggio. Secondo il Royal Geographical Society venne dichiarato morto nel 1979.

## Il sentiero CAI "Tilman"
Per onorare la partecipazione alla lotta di Liberazione nazionale del maggiore inglese e l'attività di alpinista internazionale di Tilman il CAI di Asiago e di Falcade gli hanno dedicato un sentiero, l'alta via Tilman, che collega l'Altipiano di Asiago a Falcade. Nel punto di partenza di Falcade gli è stato dedicato anche un bassorilievo in bronzo, opera dello scultore Franco Murer.